# Liga ASOBAL de 2005–06
A Liga ASOBAL de 2005–2006 foi a 16º edição da Liga ASOBAL a primeira divisão do handebol espanhol. Com 14 equipes participantes o campeão foi o FC Barcelona Handbol.